# Sorood-e Jomhoori-e Eslami
"Sorude Melliye Jomhuriye Eslâmiye Irân" of "Sorude Melliye Irân" is het volkslied van Iran sinds 1990. Het lied is gecomponeerd door Hassan Riahi met een tekst die collectief is samengesteld. In 1990 verving dit volkslied het volkslied dat tijdens de regering van Ayatollah Khomeini werd gebruikt. De naam van het volkslied betekent: Hymne van de islamitische republiek.
| Teksten |
| --- |
| سَر زَد از اُفُق مِهرِ خاوَران فُروغِ دیدهٔ حَق باوَران بَهمَن، فَرِّ ایمانِ ماست پَیامَت ای اِمام،اِستِقلال، آزادی نَقشِ جانِ ماست شَهیدان، پیچیده دَر گوشِ زَمان فَریادِتان پایَنده مانی و جاوِدان جُمهورئ اِسلامئ ایران                                      |
| Sar zad az ofoĝ mehre cŭvarŭn Foruĝe dideye haĝ bŭvarŭn Bahman, farre imŭne mŭst Payŭmat ey Emŭm, esteĝlŭl, ŭzŭdi, naĝŝe jŭne mŭst Ŝahidŭn, piĉide dar guŝe zamŭn faryŭdetŭn Pŭyande mŭniyo jŭvedŭn Jomhuriye Eslŭmiye Irŭn |

## Nederlandse vertaling
Aan de horizon verschijnt de oostelijke zon,
Het licht in de ogen van zij die in waarheid geloven
In de maand Bahman¹ ligt de almacht van ons geloof
Jouw boodschap, o imam, van onafhankelijkheid en vrijheid
zijn in onze zielen geprent
O martelaren! Jullie krijgskreet echoot in de oren van de tijd,
Voortdurend, aanhoudend en eeuwig:
De Islamitische Republiek Iran!
¹In de Iraanse maand Bahman was de revolutie een feit met het vertrek van de toenmalige Shah en de komst van Ayatollah Khomeini.